# Levantamiento de fardo
El levantamiento de fardo es un deporte rural vasco que se practica por tradición en el País Vasco y en Navarra. Es una variación del lanzamiento de fardo consistente en levantar un fardo de 45kg una altura de 7 metros tirando de una cuerda que pasa por una polea colgada en la parte superior de un trípode.
El trípode es una estructura metálica compuesta por tres barras de hierro que alcanzan la altura de 7 metros.

## Variantes

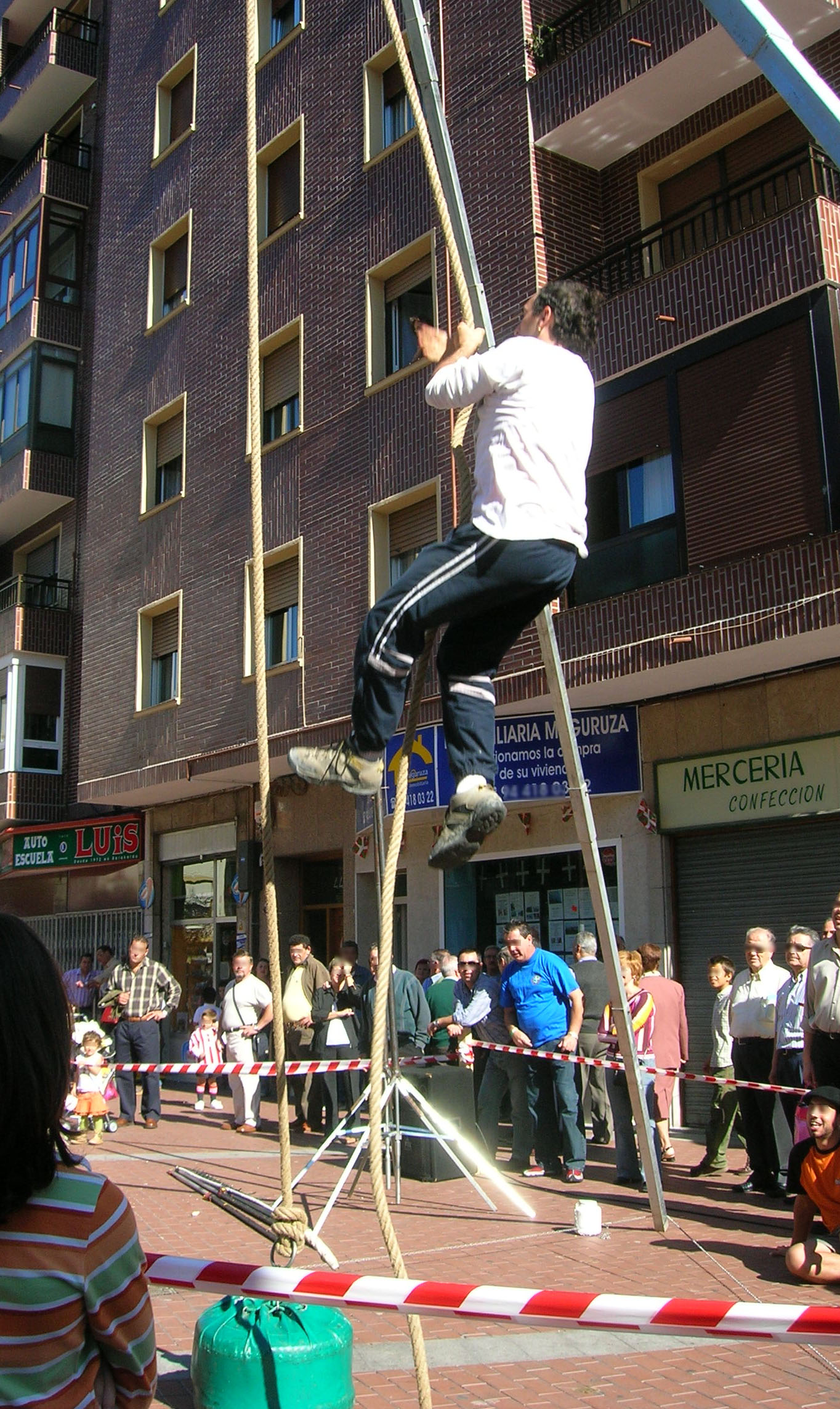
Alzador en el aire tras caer el peso.

Una variante del levantamiento de fardo es Lasto altxatzea (nombre en euskera), deporte que se practica en los territorios denominados tradicionalmente como Euskal Herria y que consiste en elevar manualmente con ayuda de una garrucha, una bala de paja de 100 kg a unos 3 o 4 metros de altura en un tiempo limitado el máximo número de veces posible.
El concursante especialista de esta práctica recibe el nombre de Lasto altxari.
- Datos: Q3218428
- Multimedia: Bale lifting / Q3218428